# Печатка Південної Кореї
Не варто плутати з Емблемою Південної Кореї
Національна печатка Республіки Корея (кор.: хангиль: 대한민국의 국새, ханча: 大韓民國의 國璽) — урядова печатка, що використовується для державних цілей у Південній Кореї.
З кінця 20-го століття дизайн печатки складається з офіційної назви Південної Кореї, написаної корейськими символами всередині квадрата; протягом 20 століття використовувалися китайські ієрогліфи.

한국
대민

## Історія
Після заснування південнокорейської держави в серпні 1948 року, її уряд у травні 1949 року прийняв нову державну печатку (кор. 국새; 國 璽). Вона використовується для промульгації конституцій, призначення членів кабінету міністрів та послів, при нагородженні національними орденами та на важливих дипломатичних документах.
Протягом багатьох років дизайн печатки неодноразово змінювався. У першій версії печатки, яка використовувалася до початку 1960-х років, використовувалися символи ханча Наприкінці 20 століття буквене позначення було змінено, використовуючи лише корейські символи.
Нинішня печатка є п'ятою версією і була розроблена у вересні 2011 року та прийнята у жовтні 2011 року

## Попередні печатки

Державна печатка (1949–1962)
Державна печатка (1963–1999)
Державна печатка (1999-2008)
Державна печатка (2008–2010)
Державна печатка (2010–2011)
Державна печатка (з 2011 року)